# Cerdanyola del Vallès
Cerdanyola del Vallès (nome ufficiale in catalano; in spagnolo Sardañola del Vallés) è un comune spagnolo di 57.959 abitanti situato nella comunità autonoma della Catalogna.
Fa parte della comarca del Vallès Occidental.
Nel 1996 il territorio comunale venne suddiviso e parte di esso divenne del nuovo comune di Badia del Vallès.
Confina con i comuni di Sant Cugat del Vallès, Sant Quirze del Vallès, Badia del Vallès, Barberà del Vallès, Sabadell, Ripollet, Montcada i Reixac e Barcellona.

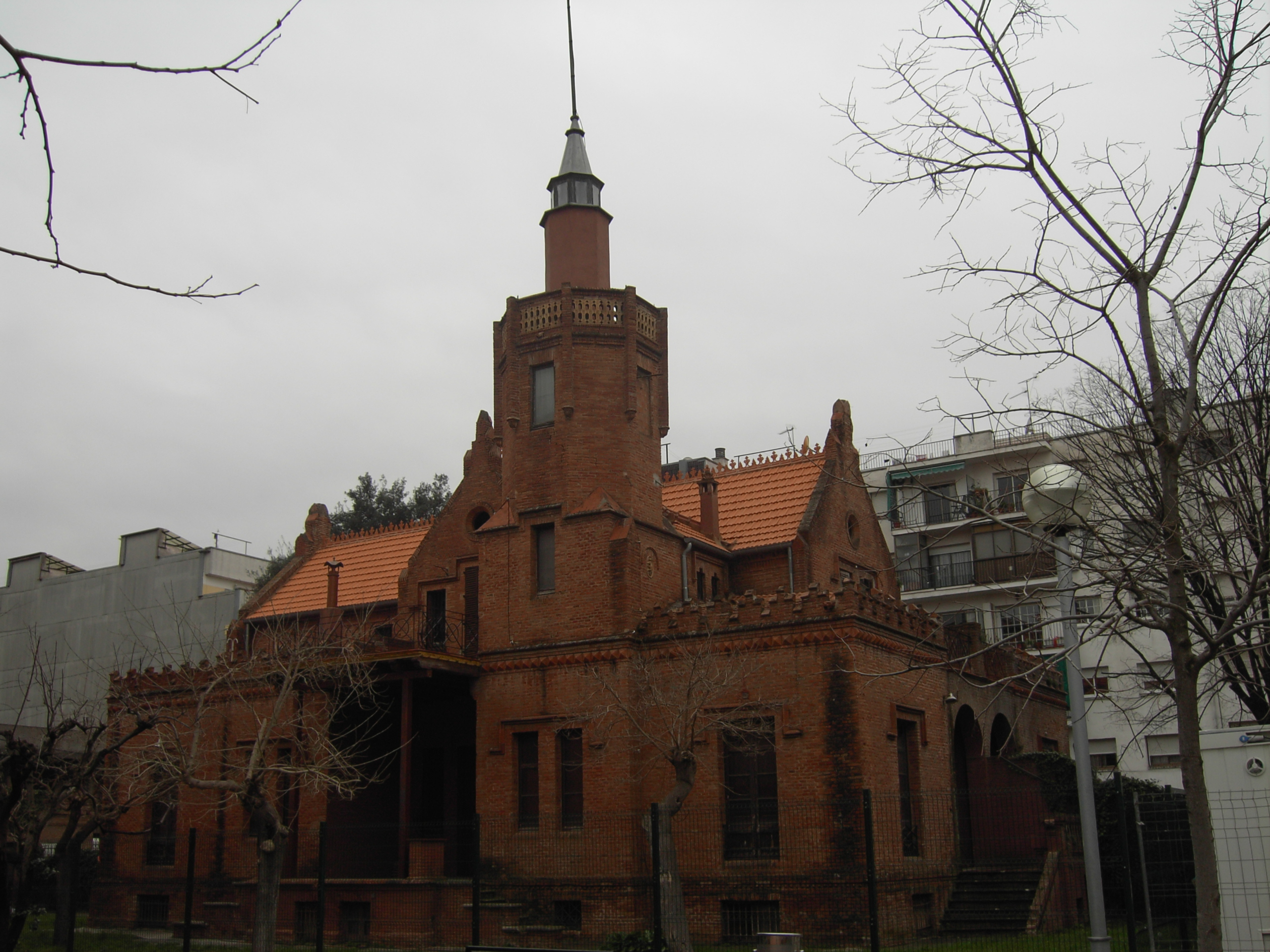
Torre Vermella

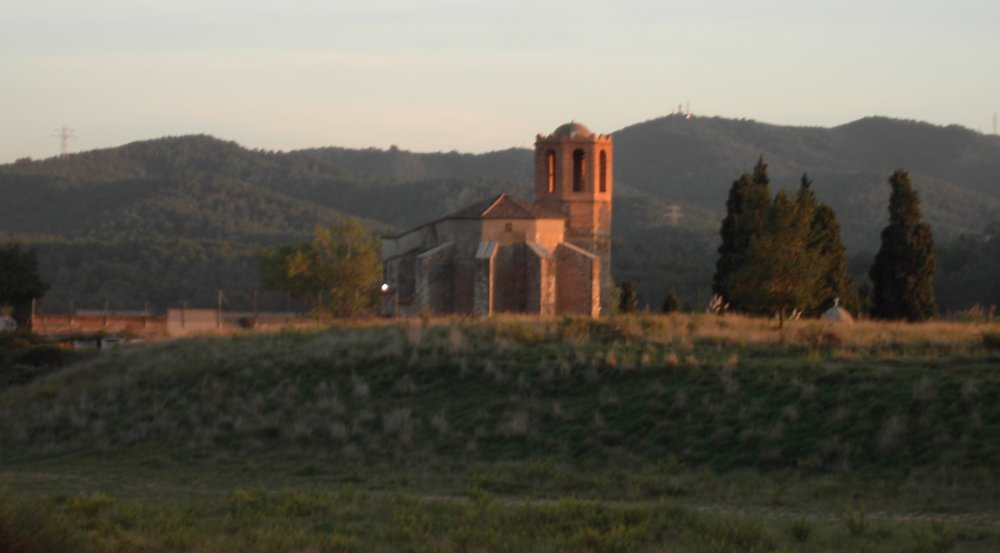
La chiesa di "Sant Marti"

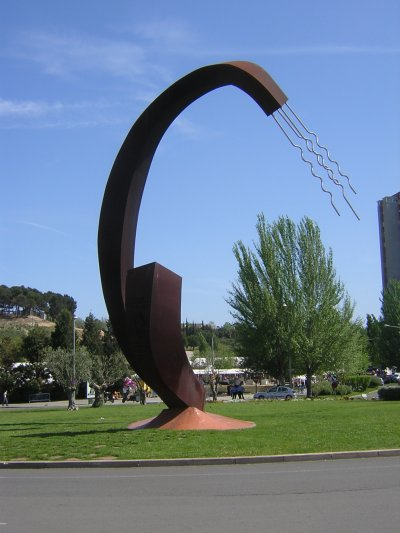
Monumento a Lluís Companys (o La C di Cerdanyola)

## Amministrazione

### Gemellaggi
- Collegno

## Quartieri della città
- Antolí
- Banús
- Bellaterra
- Bonasort
- Can Cerdà
- Can Fatjó dels Aurons
- Canaletes
- Centre
- Cordelles
- Fontetes
- Gorgs
- Montflorit
- Plana del Castell (in costruzione)
- Serraparera
- Terranova
- Turonet

## Collegamenti
Si può arrivare a Cerdanyola:
- In auto:
  - autostrade AP-7 i C-58
  - strada statale N-150
  - "carretera" di Sant Cugat
  - "carretera" d'Horta (des de Barcelona)

- In treno:
  - RENFE
  - Ferrocarrils de la Generalitat de Catalunya (FGC) - con fermate in Bellaterra e nella Universitat Autònoma de Barcelona (UAB).

- Linee interne di autobus:
  - Linea Can Coll - Canaletes
  - Linea urbana Can Cerdà - Ajuntament - Bellaterra

## Feste Locali
- Roser de Maig. Prima domenica di maggio
- Sant Martí. Patrono della città

## Società

### Evoluzione demografica
- 1787 - 284 ab.
- 1860 - 605 ab.
- 1897 - 986 ab.
- 1900 - 928 ab.
- 1920 - 1.351 ab.
- 1930 - 3.026 ab.
- 1950 - 4.007 ab.
- 1960 - 6.455 ab
- 1970 - 19.945 ab.
- 1975 – 30.358 ab.
- 1986 - 53.537 ab.
- 1991 – 56.612 ab. (include (Badia del Vallès)
- 2000 - 52.778 ab.
- 2001 – 53.481 ab.
- 2006 - 57.959 ab.

## Mezzi di comunicazione
Cerdanyola ha diversi mezzi di comunicazione locali, tra i quali ci sono:
- Cerdanyola al Dia
- Tot Cerdanyola
- A Fons Vallès
- Cerdanyola Radio

## Economia

### Servizi
- Biblioteche: Biblioteca di Ca n'Altamira, con 900 m2 di spazio di lettura e zona wi-fi

- Commercio: Ci sono due mercati municipali, uno nel quartiere Fontetes e l'altro a Serraparera. Il venerdì si fa un mercatino al lato di ciascun mercato.

- Cultura:
  - Arxiu Municipal - Inaugurato nel 2000.
  - Ateneu de Cerdanyola - Spazio culturale polivalente
  - Espai Enric Granados – Sala d'esposizione di 170 m2 dedicata all'arte e alla cultura inaugurata nel 2004
  - Museu de Cerdanyola - Inaugurato nel 1998, è un museo di storia locale ubicato in un'antica torre estiva di stile novecentista, progettata dall'architetto Joaquim Lloret nel 1929
  - Museu d'Art de Cerdanyola (in costruzione)
  - Centri Civici - Esistono diversi centri civici nella città in Banús-Bonasort, Bellaterra, Fontetes, Montflorit, Quatre Cantons, Sant Ramón, Serraparera, Turó de Sant Pau e Turonet.
  - Poblat Ibèric del Turó de Ca n'Oliver – Zona archeologica situata presso una collina del quartiere di Montflorit, risalente al secolo VI a.C.

- Chiese:
  - Chiesa di Sant Martí (1908)
  - Chiesa della Mare de Deu del Roser (1989)
  - Chiesa di Sant Iscle e Santa Victòria de les Feixes - chiesa romanica del secolo XII
  - Chiesa Vecchia di Sant Martí (secolo XVII)

- Sport:
  - Campi da calcio (Montflorit, La Bòbila, Santa Anna, Els Pinetons, Serraparera)
  - Circuito Municipale di Radiocontrollo di Cerdanyola del Vallès
  - Piscina Municipale Montflorit
  - Zone polisportive di Can Xarau, Guiera e Fontetes

- Fiere: S'organizzano diverse fiere annuali, come il Firestoc ed il Firauto.

- Sanità: Ci sono due centri di attenzione primaria (Centres d'Atenció Primària - CAP): uno a Fontetes e l'altro a Serraparera, tutti e due vicino ai rispettivi mercati municipali

## Associazioni importanti
- Afocer
- Agrupació Musical de Cerdanyola del Vallès
- Casa d'Andalusia
- Casa d'Aragó
- Castellers de Cerdanyola
- Cineclub Xiscnèfils
- Diables de Cerdanyola
- Dones per la Igualtat
- Irmandade Galega

## Monumenti e luoghi d'interesse
Nella città distacca il "poblat ibèric" di ca n'Olivé, l'eremita romanica di Sant Iscle de les Feixes, il castello di Sant Marçal, ed anche un gran numero di masserie, che testimoniano il suo passato agricolo.
Inoltre, vi sono edifici modernisti e del primo novecento come per esempio la Torre Vermella, che la borghesia catalana del secolo XIX e XX ha costruito per passare le estati.
Nel comune risiede l'Università Autonoma di Barcellona (UAB) ed il Parc Tecnològic del Valles, dove è in funzione dal 2012 un sincrotrone.
Il comune di Cerdanyola comprende anche parte del parco naturale di Collserola.